# Gare de Strømmen
La gare  de Strømmen est une des gares historiques de la ligne Hovedbanen. Elle est desservie aujourd'hui dans le cadre du trafic local.

## Situation ferroviaire
Elle se situe à 17,93 km d'Oslo et à 147 mètres d'altitude.

## Histoire
La gare fut ouverte en même temps que la ligne, le 1er septembre 1854. Elle est automatisée depuis le 24 janvier 1972.
Un premier bâtiment avait été construit par les architectes Heinrich Ernst Schirmer et Wilhelm von Hanno. Lorsque la ligne fut doublée, un nouveau bâtiment fut construit par l'architecte Finn Knudsen, lequel bâtiment fut restauré en 2007,.
À proximité de la gare se trouve la ligne secondaire Strømmens Værksted qui relie la gare de Strømmen à une entreprise de fabrication de matériel ferroviaire roulant.

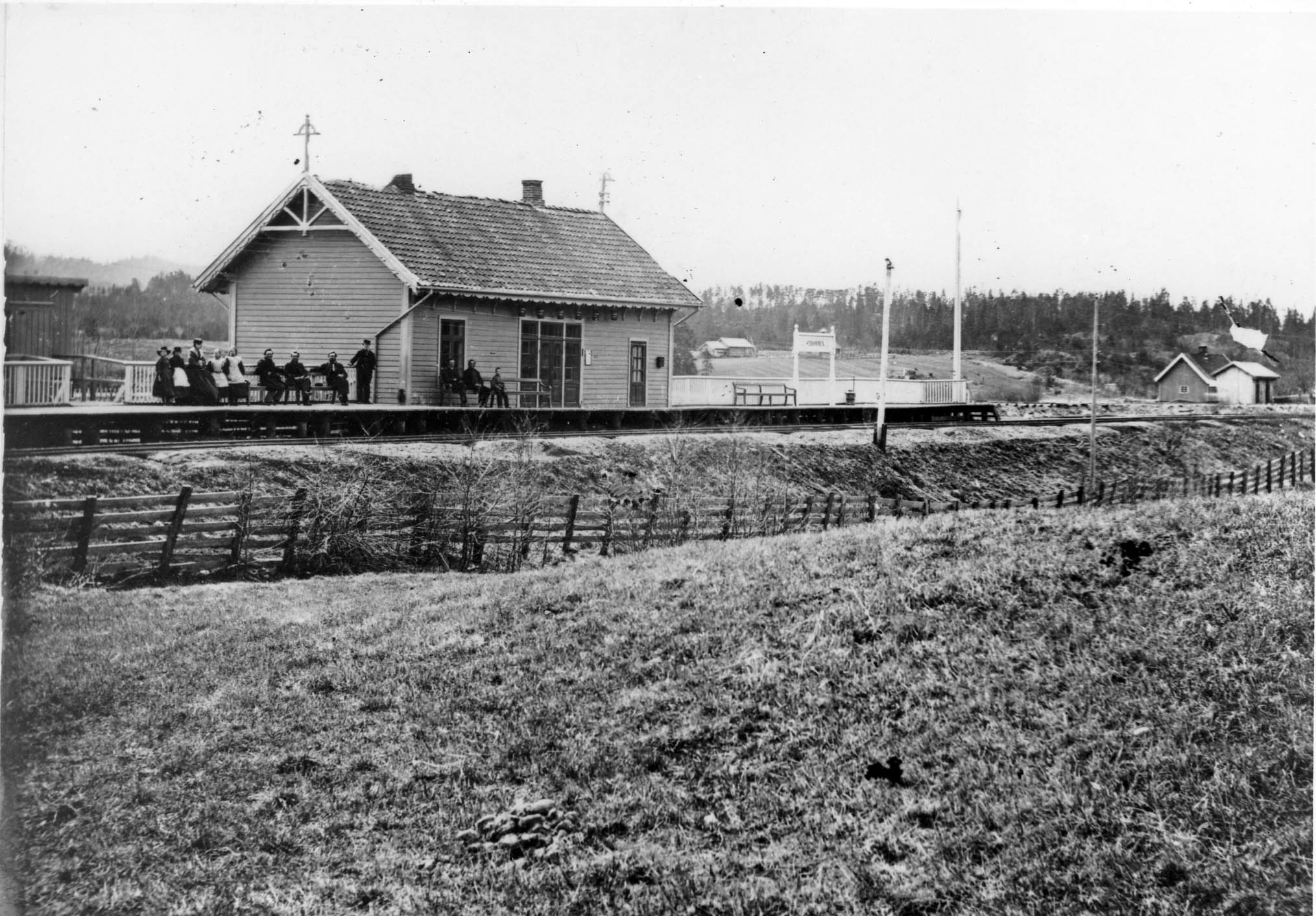
La première gare en 1860.
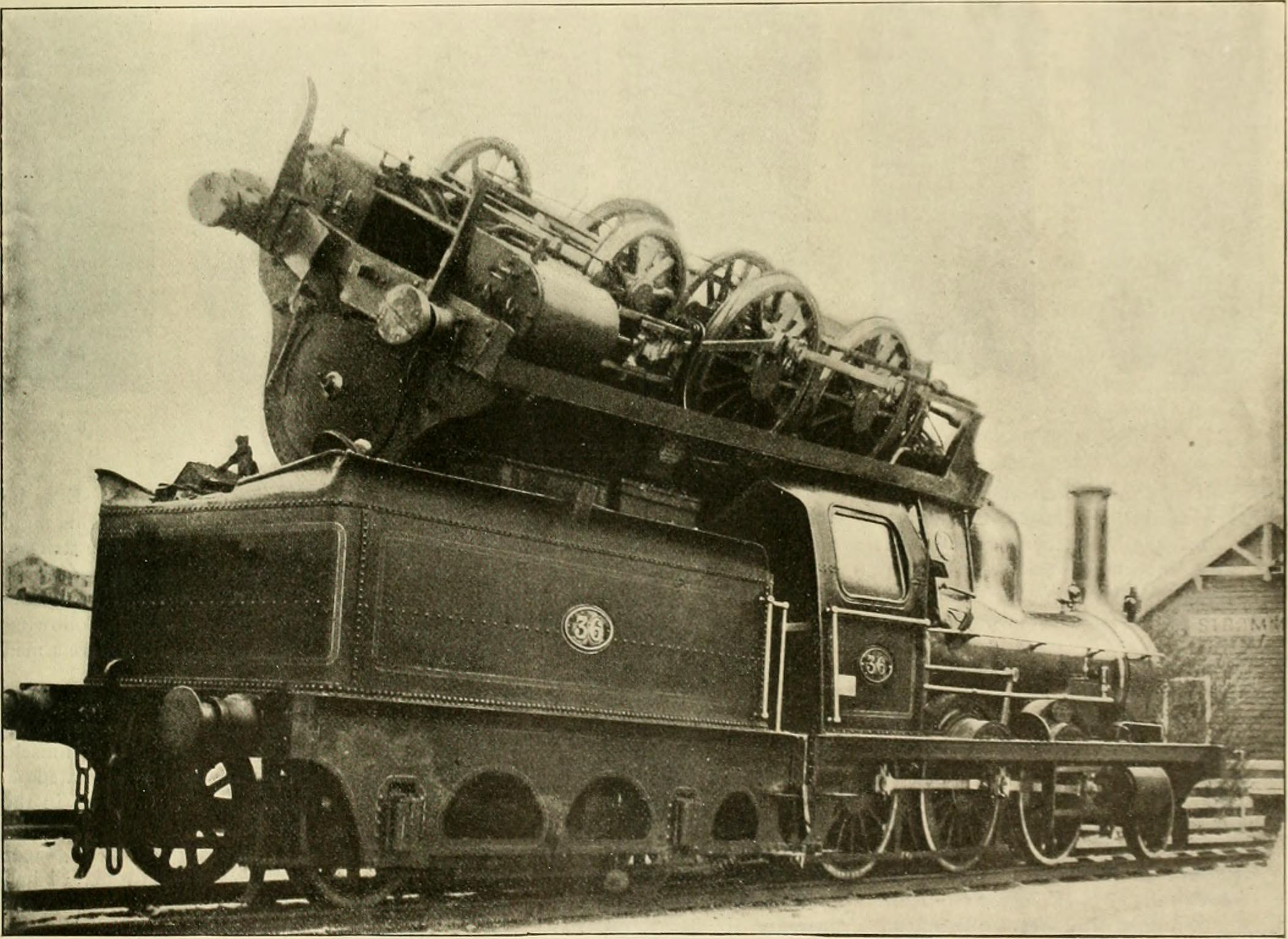
Le 22 décembre 1889, la chaudière d'une locomotive à vapeur explose en gare de Strømmen, blessant cinq personnes.
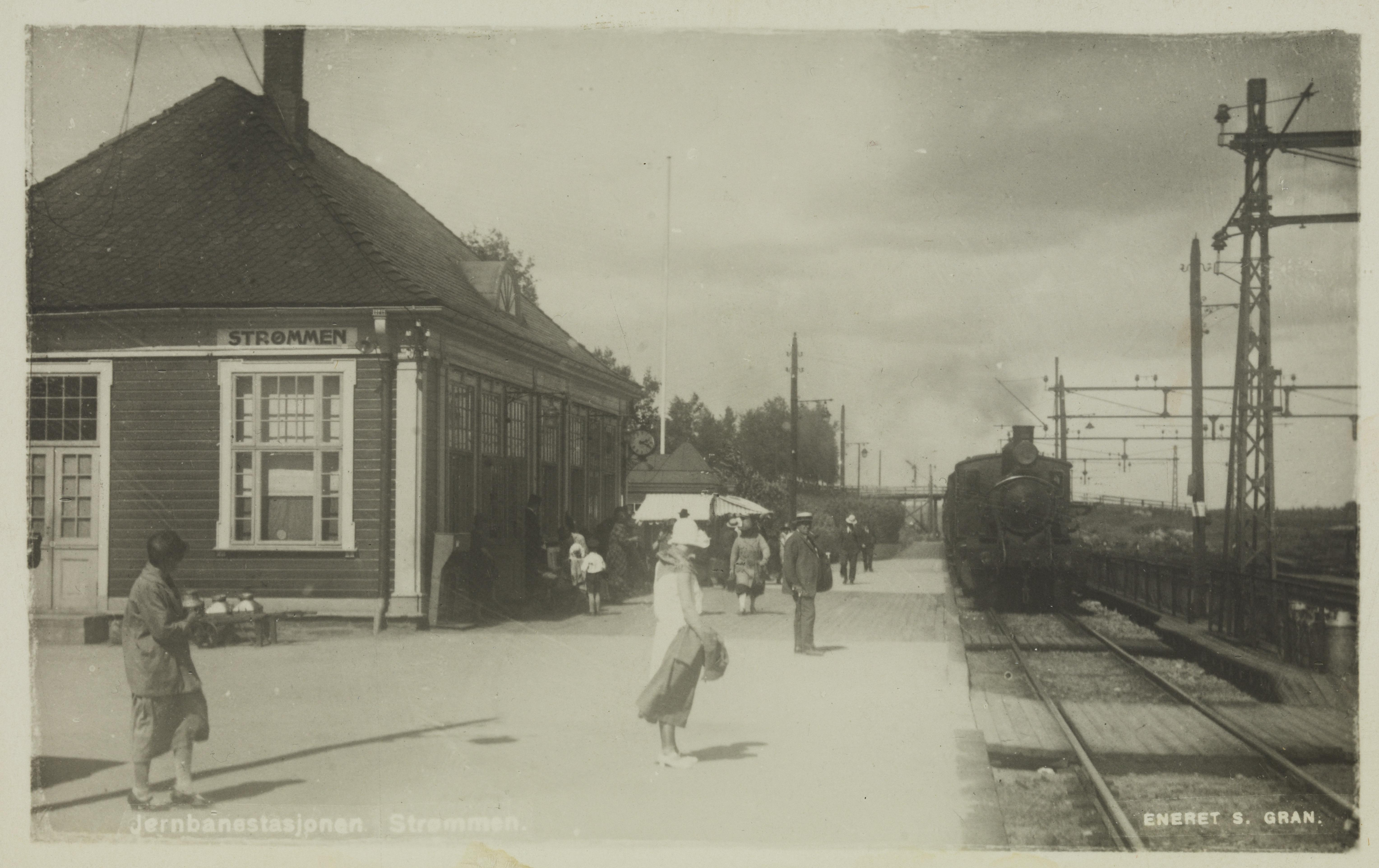
La gare dans les années 1920.
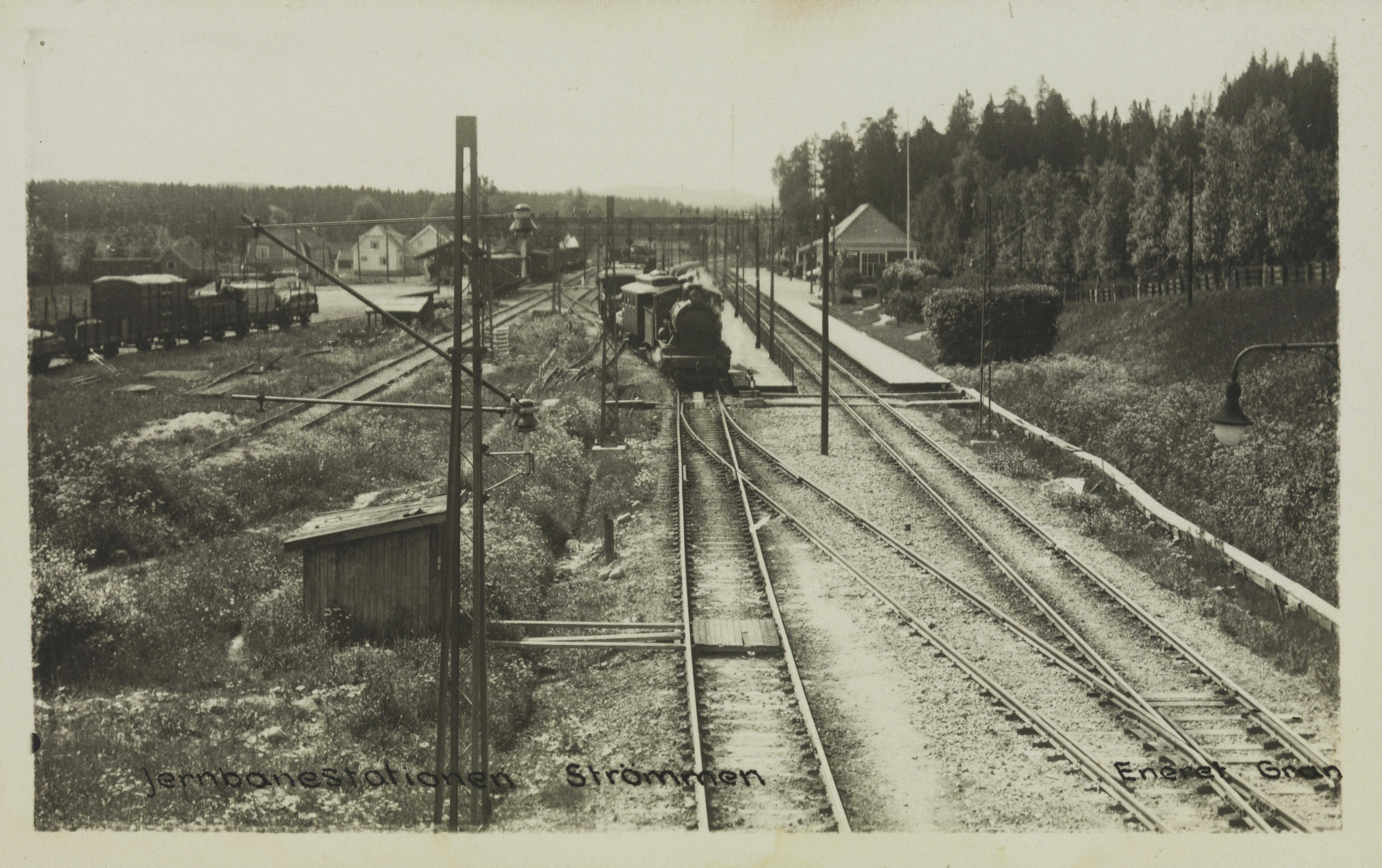
La gare dans les années 1920.
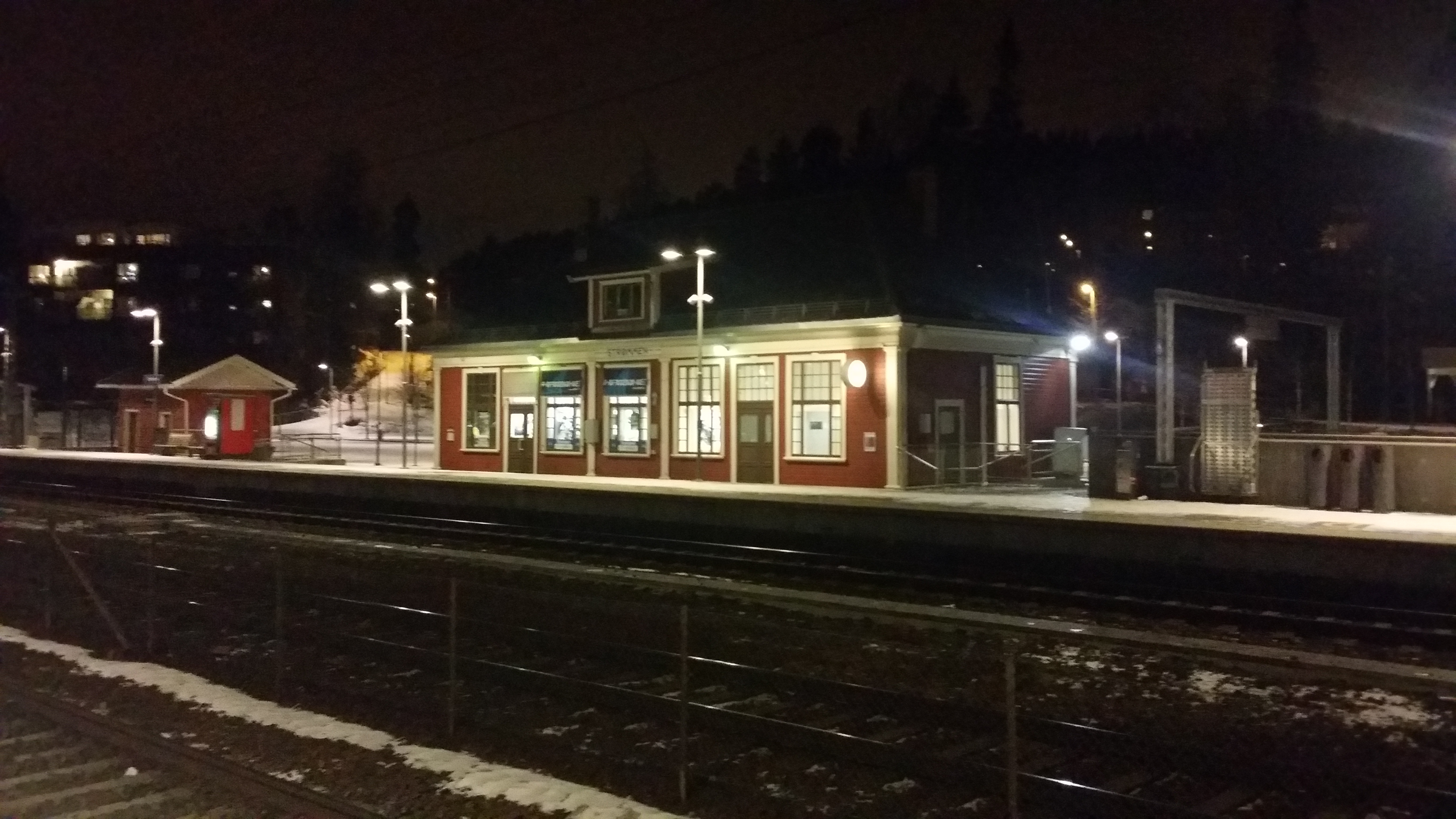
La gare un soir d'hiver (2016).

## Service des voyageurs

### Accueil
La gare possède un parking de 251 places (dont 18 places pour les personnes à mobilité réduite).
La gare est équipée d'automates pour l'achat de titres de transport. Il y a également une salle d'attente ouverte de 5h à 17h tous les jours de la semaine.
Sur le quai se trouvent des aubettes.

### Desserte
La gare est desservie par la ligne de train locale reliant Spikkestad à Lillestrøm.

### Intermodalités
À proximité de la gare se trouve une station de taxi et un arrêt de bus desservi par plusieurs lignes.